# 石上勝男
石上 勝男（いそのかみ の かつお）は、奈良時代の貴族。名は勝雄・堅魚とも記される。官位は正五位上・式部大輔。

## 経歴
養老2年（718年）兄（もしくは叔父、従兄弟）の石上豊庭が没すると、石上氏を代表する立場となり、翌養老3年（719年）従六位下から四階昇進して従五位下に叙爵する。
神亀元年（724年）聖武天皇の大嘗祭が行われた際には、兄弟と見られる石上乙麻呂・石上諸男や榎井大島らと内物部を率いて神楯を斎宮の南北二門に立てる。この儀式は物部系の職掌であり、父・麻呂も持統4年（690年）に神楯を立てている。神亀3年（726年）従五位上、天平3年（730年）正五位下に進み、天平8年（736年）正五位上に至る。

## 官歴
『続日本紀』による。
- 時期不詳：従六位下
- 養老3年（719年） 正月13日：従五位下
- 神亀3年（726年） 正月21日：従五位上
- 天平3年（730年） 正月27日：正五位下
- 時期不詳：式部大輔[3]
- 天平8年（736年） 正月21日：正五位上